# Анитья
Анитья (санскр. अनित्य, IAST: anitya; пали: аничча [anicca]; «бренность, непостоянство»; кит. 無常, у-чан; яп. 無常, мудзё:) — одна из основополагающих доктрин буддизма, наряду с дукхой и анатманом составляющая Три признака существования. В соответствии с ней, всё в мире находится в постоянном движении и ничто не является неизменным, включая богов, звёзды, планеты и т.д. Анитья проявляется в человеческой жизни в виде процесса роста и старения, в виде череды перерождений, в виде страданий и т.п. Ввиду того, что все феномены мира непостоянны, привязанность к ним тщетна и ведёт к страданиям. Единственным завершением анитьи является нирвана — необусловленная реальность, не претерпевающая изменений, старения и смерти.
Для понимания сути анитьи на своём опыте используется медитация випассана.
Понятие анитьи сущностно ассоциируется с анатманом, постулирующим отсутствие у вещей постоянной природы, сущности или самости.